# Mourre du Bœuf

Le Mourre du Bœuf est un site archéologique de la commune de Martigues situé sur la colline du même nom. Avec 136 m d'altitude, cette colline est le plus haut sommet de la partie nord-occidentale de la chaîne de la Nerthe. Plusieurs périodes d'occupation y ont été découvertes notamment depuis 2006.

## Oppidum protohistorique
La première occupation connue, probablement avatique, est située entre le VIe et le IIe siècle av. J.-C.. La fouille du site a révélé la présence d'un mobilier céramique et d'une petite zone d'habitat, environ 2 000 m², située sur une crête. Deux lignes de défense barrant transversalement la crête ont été découvertes. Longues d'une dizaine de mètres, il s'agit de murs à parements multiples qui protégeaient les flancs sud et est du village. Un enclos pastoral de 380 m², datant du VIe siècle, a aussi été découvert sur le flanc ouest.

## Occupation médiévale
Au Moyen Âge, un édifice, semblant être une vigie et des logis pour sa garnison, a été bâti sur le site pour profiter de l'excellente vue qu'il autorise. Ce site possède en effet une position clé le rendant visible du fort de Bouc, de la vallée encaissée de Saint-Pierre et probablement de l'ancien village de Saint-Genès. Il pourrait correspondre à une vigie mentionnée en 1323 sous le nom de Balausena. Des céramiques datables des environs de l'an 1000 ont été découvertes.